# Voljsk
Voljsk (ru. Волжск) este un oraș din Republica Mari El, Federația Rusă, cu o populație de 58.967 locuitori.
Este un mare oraș din Republica Rusia.